# Jan Mudra
Jan Mudra (22 gennaio 1990) è un calciatore ceco, centrocampista del Petřín Plzeň.

## Caratteristiche tecniche
Terzino destro può nello stesso ruolo sulla stessa fascia.

## Carriera

### Club
Ha giocato più di 30 incontri nella prima divisione ceca.